# 川野辺氏

家紋 十六菊に一の字
家紋 左三つ巴
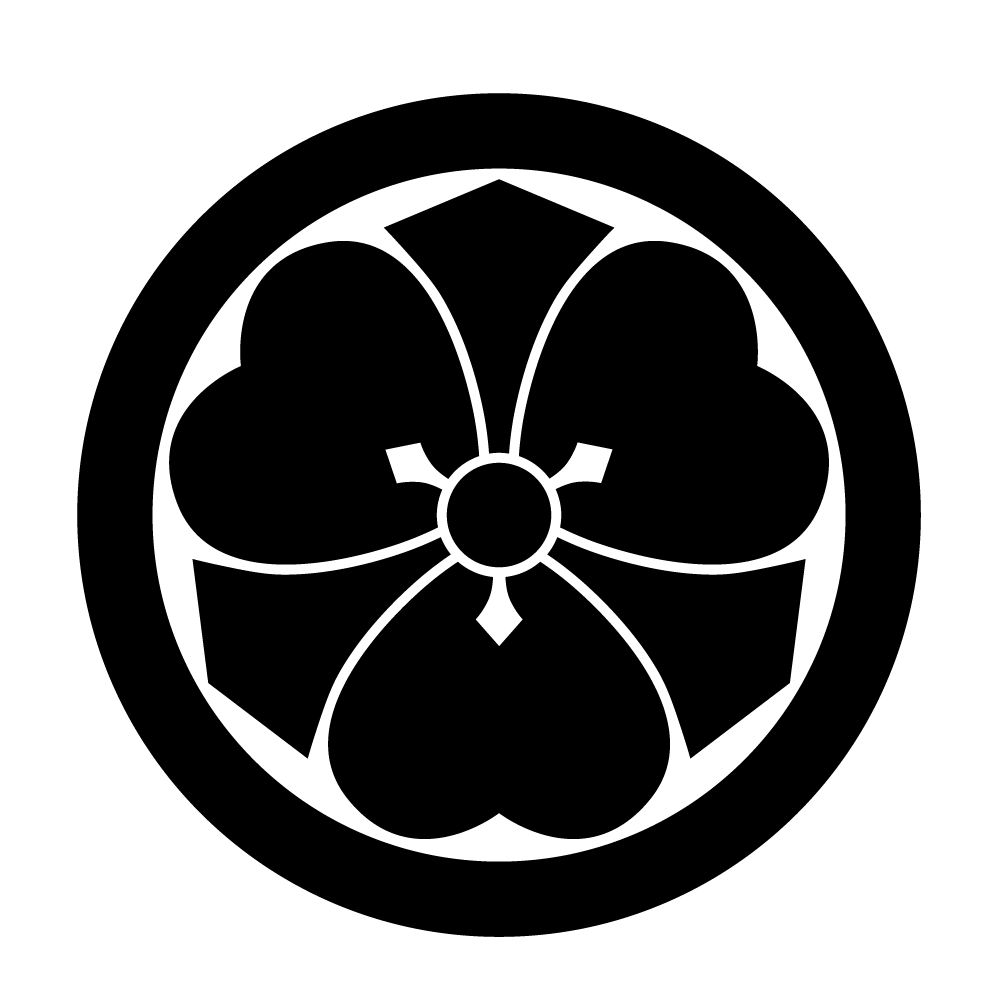
家紋 丸に剣片喰

川野辺氏（かわのべし）は、日本の氏族。

## 川野辺氏とは
川野辺氏は関東の豪族で常陸国那珂郡から久慈郡にかけて勢力を持った武家である。本姓は藤原氏で家系は藤原北家の川辺左大臣藤原魚名の流れを汲み、平将門を征伐した鎮守府将軍藤原秀郷の末裔にあたる那珂氏の一門。常陸守護代として水戸一帯に勢力を張った江戸氏や佐竹氏宿老を輩出した川井氏、さらに平沢氏、戸村氏などは川野辺氏の同族である。家紋は十六菊に一の字、丸に三つ巴、丸に剣片喰、丸に日の丸扇。
川野辺氏は常陸国北部(常陸大宮市野口平字御城)を中心に勢力を有した。その祖先を訪ねれば正暦2年（991年）藤原秀郷の子孫、藤原通直が兄藤原通延（太田郷地頭）とともに常陸国に移り、寛治4年頃(1090年頃)、通直がはじめてこの地（川野辺郷）に野口城を築城し、川辺大夫を名乗ったという。川野辺氏が成立するのは通直から四代、那珂通泰の次男那珂資明が川野辺を称したことにはじまる。
『御前山村郷土史』によればこの野口城はその昔、川野辺郷に造られたことから川野辺城ともいい、東西150間、南北50間ほどの規模を有した。西北に空濠が巡らされ、一の堀、二の堀を構え、東に馬場があり、南に三二七米、四方を平垣で囲い士卒で敵の来襲に備えたという。築城は通直で嫡男那珂通資が川野辺大夫を名乗り城を継承した。その嫡男は通重は那珂彦次郎または川野辺彦次郎とも名乗り、那珂と川野辺の名字を併用していたと見られる。その子那珂通兼に二子あり、嫡男 通泰が那珂城に移り、那珂姓を継承、次男の資明が川野辺氏となり、川野辺城及び出丸を監守した。
建武2年（1335年）に足利尊氏が後醍醐天皇と対立し、南北朝時代に突入すると、川野辺資鎮、次郎親子は南朝方として兵を起こし、北朝方の常陸守護 佐竹貞義を甕ノ原で打ち破った。その後、北畠顕家にしたがって京都に上り、その地で足利尊氏と戦った。これらの功績により後醍醐天皇より「菊の御紋」を拝領したが、菊紋をそのまま使用することは憚れることから、十六菊に一の字に改めて家の名誉としたとされる。

## 那珂郡西金高井釣の川野辺氏
建武3年（1336年）1月、南北朝の戦いで、南朝の総大将　楠木正家（楠木正成の甥）が、南朝の荘園があった常陸国に入部し、瓜連城を拠点としたため、南朝方に同心する那珂・川野辺氏一門もこの地で楠木党とともに1年間、北朝方の佐竹氏及び周辺諸勢力と激しく戦った。
しかし、楠木正家に従い戦った惣領の那珂通辰と川野辺資鎮は、延元元年（1336年）、独松峰における戦いで北朝方に敗れ、北朝方の木村二郎大夫義昌の手勢により追い詰められていき、那珂氏、川野辺氏、平沢氏、戸村氏など一族の殆どは自刃して滅亡の憂き目に遭うものの、那珂通辰の子である那珂通泰と川野辺光計が、久慈川をさかのぼり山方町の秘境「高井釣」に落ち延び家系を保つことができた。宗家の那珂通泰はその後、佐竹氏の軍門に下り、足利方に属して石見国の戦いにて軍功を挙げる一方、川野辺氏はそのまま南朝方として戦った。資鎮の子 次郎は九州の菊地武直に属して功を立てるものの、吉野にて討ち死にしたという。次郎の子 通保も南朝方として常陸国にあったが、その子 通弘の代に至って北朝方の佐竹義敦に降り、佐竹家臣となったとされる。その四世 隆義の代に久慈郡西金に住んだとされる。

## 久慈郡盛金の川野辺氏
なお、別譜によれば、川野辺氏には家祖を那珂通重の四世 川辺左衛門尉通朝とする家系があるとされる。通朝の子は川野辺下野守昭通といって、承久の乱にて鎌倉幕府方として武功を挙げたため、執権北条義時より鎌倉居住を許されたという。その四世 小四郎忠通は建武3年（1336年）に南朝方についた那珂通辰に随い、久慈甕ノ原にて戦功を挙げて恩賞を賜ったとされる。その後、忠通の子 新兵衛忠経は増井の一本松にて生害するものの、家系は存続し、その子 新太郎経高の代に佐竹氏に属したという。忠通の子は大炊介隆通といい、隆通の女子は江戸氏家臣 三村源内に嫁したとされる。しかし、隆通には男子がなく常陸守護代 小野崎三河守通茂の次男　丹後守朝隆を養子に迎えるという。朝隆の父方 小野崎氏は川野辺氏同様藤原秀郷流で守護代を務める名家であり、朝隆の母は川井肥前守忠次の女であり、その川井氏は川野辺氏同様、那珂氏を本家とする同族であった。なお、朝隆の没後、その身は常陸太田の浄光寺に埋葬されたといわれ、その跡は子信濃守朝行が継いだ。信濃守朝行は佐竹宗家の義治・佐竹義舜と同族 山入氏義と戦った際、宗家方について武功を挙げ、その子、主馬介朝尚は佐竹義篤に随い、部垂城にて佐竹宗家に叛旗を翻した宇留野義元攻めに加わった。朝尚の長男 内記重行は天正18年（1590年）12月19日、佐竹義重に随い、川野辺の同族でもある守護代 江戸但馬守重通を攻めて手柄を立て、感状を賜ったものの、佐竹義宣が関ヶ原の戦いで西軍側についた責を問われ、出羽国秋田に転封となると浪人し、久慈郡盛金邑に居住したとされる。重行の女子は佐竹氏一門 小田野大和守義敦に嫁ぎ、重行の跡は長男の主税宣行が継いだ。重行の次男 四郎左衛門は同所に分家した。
また、幕末期には、久慈盛金村の里正 川野辺太一衛門則美が天狗党の乱にて榊原新左衛門率いる天狗党に与して戦ったとされ、幕府方に捕縛されたという。太一衛門はその後、慶応2年（1866年）7月1日、武蔵国川越藩を経て江戸佃島にて獄死している。また、この時、太一衛門の同族である久慈郡金村の義民 河野辺儀之介利義、四郎次盛義も天狗党の与党として捕えられ、江戸佃島にて獄死。死後、三名は靖国神社に合祀された。

## 系譜
以下は那珂郡西金高井釣の川野辺氏系図。出典は『那珂氏系図』及び『川野辺氏系図』などによる。
```
系譜 鎮守府将軍藤原秀郷五世孫 太田大夫伊勢守従五位下公通-川辺大夫通直―那珂太郎通資(那珂氏)―彦次郎通重―弥次郎通兼―五郎通泰―◎川野辺大夫資明―川野辺大夫基通―
宮内少輔資鎮(延元元年独松峰で自刃)―次郎―通保(正平五年九州で菊地武重に従い、後吉野で戦死)-通弘(佐竹義敦に降り、穴沢に住む)―兵部少輔通義―資隆―義保―左京隆義
（天文14年、西金に住す）
```

なお、以下は久慈郡盛金の川野辺氏の系譜である。
```
系譜 通重四世川野辺左衛門尉従五位下通朝―新三郎下野守昭通（承久の乱にて幕府方として功あり。北条義時より鎌倉に居住許される）―那珂五郎左衛門秀通―太郎左衛門詮房
太郎新太夫忠詮―小四郎忠通（久慈甕ノ原合戦で南朝方として佐竹貞義を破り功あり）―新兵衛忠経（増井一本松で生害）―新太郎経高（佐竹氏に属す）＝大炊頭隆通（小野崎通茂の子）
―二郎左衛門丹後守―朝隆―信濃守朝行（佐竹義舜助け大山孫根、金砂山合戦に功あり）―主馬介朝尚―内記重行（江戸但馬守攻めにて功。佐竹氏転封に随行せず久慈郡盛金に住む）
―主税宣行
```

### 川野辺氏関連項目
- 野口城 (常陸国)
- 藤原氏
- 那珂通辰
- 川野辺光計
- 江戸通雅
- 江戸重通
- 川野辺太一衛門
- 河野辺儀之介
- 河野辺四郎次

### 常陸国の秀郷流藤原氏族
- 那珂氏
- 江戸氏
- 川井氏
- 安島氏
- 茅根氏